# Choi Young-il
Choi Young-il (en coreano: 최영일; nacido el 25 de abril de 1966 en Namhae, Gyeongsang del Sur) es un exfutbolista y actual entrenador surcoreano. Jugaba de defensa y su último club fue el Anyang LG Cheetahs de Corea del Sur. Actualmente es vicepresidente de la Asociación de Fútbol de Corea del Sur desde el año 2017.
Choi desarrolló gran parte de su carrera en el Ulsan Hyundai Football Club. Además, fue internacional absoluto con la selección de Corea del Sur entre 1994 y 1998, representando a su país en las Copas Mundiales de la FIFA de 1994 y 1998.
Luego de su retiro trabajó como entrenador del equipo de fútbol de la Universidad Dong-A.

## Clubes
| Club                | País          | Año       |
| ------------------- | ------------- | --------- |
| Ulsan Hyundai       | Corea del Sur | 1989-1996 |
| Pusan Daewoo Royals | Corea del Sur | 1997-1998 |
| Liaoning Fushun     | China         | 1999      |
| Anyang LG Cheetahs  | Corea del Sur | 2000      |

## Selección nacional

#### Participaciones en fases finales
| Torneo                         | Sede           | Resultado     | Partidos | Goles |
| ------------------------------ | -------------- | ------------- | -------- | ----- |
| Copa Mundial de Fútbol de 1994 | Estados Unidos | Primera fase  | 3        | 0     |
| Juegos Asiáticos de 1994       | Hiroshima      | Cuarto puesto | —        | —     |
| Copa Mundial de Fútbol de 1998 | Francia        | Primera fase  | 1        | 0     |

## Palmarés

### Títulos nacionales
| Título                                   | Club          | País          | Año  |
| ---------------------------------------- | ------------- | ------------- | ---- |
| K-League 1                               | Ulsan Hyundai | Corea del Sur | 1996 |
| K-League 1                               | Daewoo Royals | Corea del Sur | 1997 |
| Copa de la Liga de Corea                 | Ulsan Hyundai | Corea del Sur | 1995 |
| Copa de la Liga de Corea                 | Daewoo Royals | Corea del Sur | 1997 |
| Copa de la Liga de Corea (Suplementaria) | Daewoo Royals | Corea del Sur | 1997 |
| Copa de la Liga de Corea (Suplementaria) | Daewoo Royals | Corea del Sur | 1998 |

### Distinciones individuales
| Distinción                | Año  |
| ------------------------- | ---- |
| Once ideal de la K League | 1993 |
| Once ideal de la K League | 1995 |